# Бокум (герб)

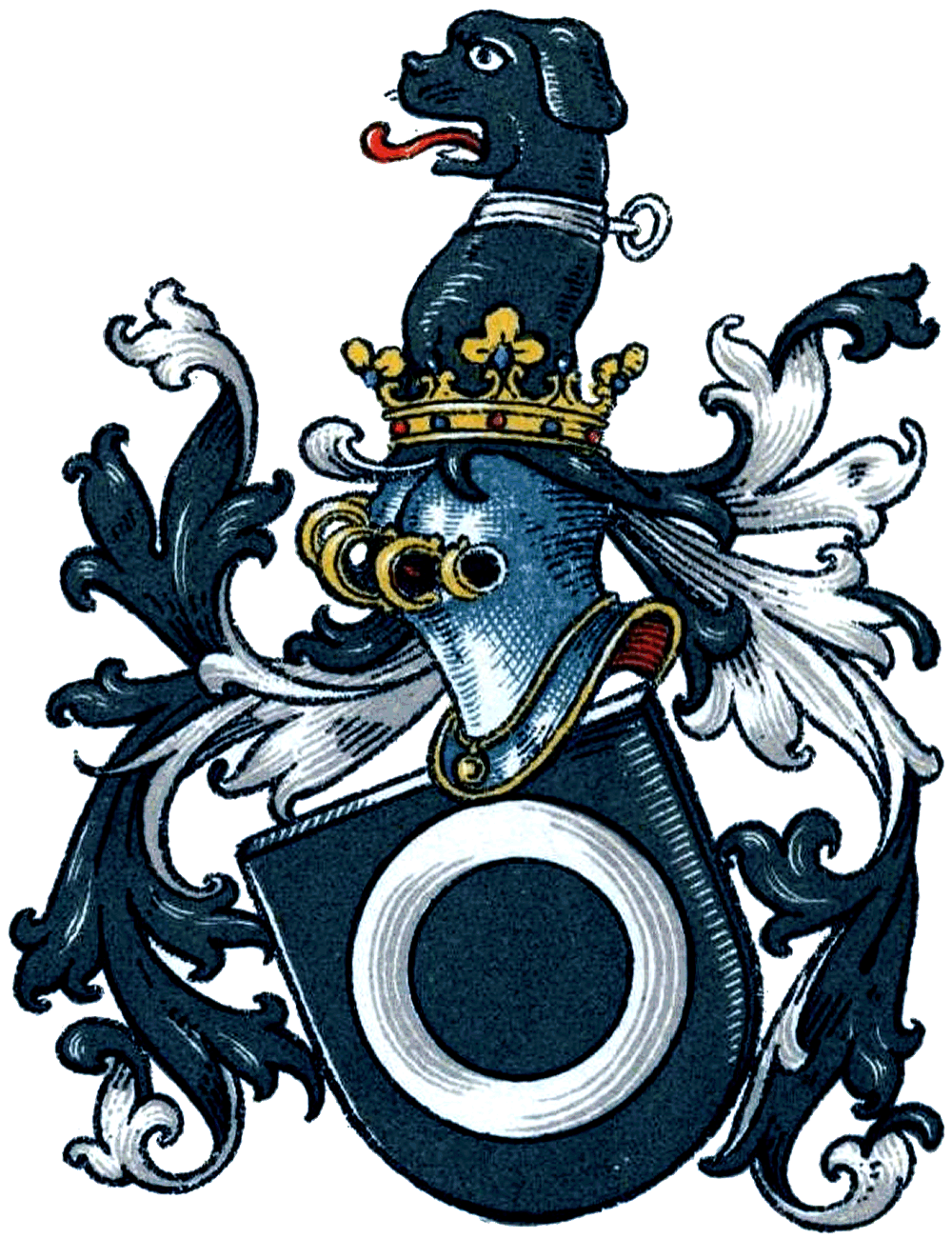
Герб Альтенбокум (Altenbockum)

Бокум (пол. Bokum) — польский дворянский герб.

## Происхождение
Герб изображён на личной печати Яна Бокума (пол. Jan Henryk Bokum de Alten), генерала армии коронной, чашника и стольника литовского. Является вариацией герба Папржица (Кушаба), с дополнением деталями родового герба вестфальского дворянского рода Альтен-Бокум (нем. Alten-Bockum, Altenbockum), ветвью которого и является польский род Бокумов.

## Описание
В поле серебряном колесо мельничное. В нашлемнике — в половину легавая серебристая, с головой вправо повёрнутой.

## Род — владелец герба
Этот герб, как герб собственный, имел только одного владельца — род Бокумов.